# ポケパークWii 〜ピカチュウの大冒険〜
『ポケパークWii 〜ピカチュウの大冒険〜』（ポケパークウィー 〜ピカチュウのだいぼうけん〜 ）は2009年12月5日に株式会社ポケモンから発売されたWii用のゲームソフト。ヨーロッパでは2010年7月9日、アメリカでは2010年11月1日に発売。

## 概要
主人公のピカチュウを操作してポケパークという場所を舞台に冒険するアクションアドベンチャーゲーム。ポケモンシリーズにおいては初の本格アクションゲームである。小さな子供でも遊べるように難易度は低めに設定されており、作中の文章には平仮名とカタカナ以外は使われていない。
フィールド上で操作できるのはピカチュウだけだが、後述のアトラクションにおいてはそのアトラクションに応じて設定された他のポケモンを操作することができる。
また、ストーリーを進めると『ポケモンスナップ』のように写真を撮れるようにもなる。写真はフィールド上ではもちろん、アトラクションに参加中でも撮ることができる。撮った写真はSDカードに保存でき、パソコン上で管理したりデジカメプリントチャンネルでプリントすることも可能。

## ストーリー
いつものようにピカチュウ、ヒトカゲ、チコリータ、ポッチャマの仲良し4匹が遊んでいるとそこにミュウが現れ、ミュウは4匹を不思議な場所"ポケパーク"へと導く。ミュウの話によれば、ポケパークに重大な危機が迫っており、それを食い止めるために"スカイプリズムのカケラ"を集めてほしいとピカチュウに頼む。ピカチュウはポケパークで起こる様々な課題やトラブルを解決しながら、スカイプリズムのカケラを集めていく。

## 基本システム
ピカチュウを操作してストーリーを進めていくことになる。フィールド上には様々なポケモンがいて、そのポケモンたちと『ちからくらべ』などを通じて『ともだち』を増やしていく。中にはとある条件を満たしたりパスワードを入力しないと出現しないポケモンもいる。友達になったポケモンは最初にペラップから渡される『ともだちてちょう』に記録されており、会話している時にはそのポケモンの名前の横に手帳のマークが付く。また、アトラクションでも使えるようになる。手帳のマークが虹色になればそのポケモンとは『しんゆう』になったことになる。
各ゾーンにはそれぞれ1〜2つのアトラクションが用意されていて、そのアトラクションをクリアしないとストーリーを先に進めることができない。
つどいのひろばではピカチュウの能力を上げてくれるポケモンがいて、『きのみ』を支払うことでトレーニングを通じて能力を上げることがいる。能力を上げることでちからくらべが有利になる。
アトラクションに挑戦したり、つどいのひろばでトレーニングをしてもらうためには『きのみ』が必要で、ポケパークでいう通貨に当たるもの。きのみは箱や壺を破壊したり、木にタックルしたり、ちからくらべに勝利したりすることで入手できる。

### ちからくらべ
ポケパークで流行しているポケモン同士の「遊び」で、ポケモンによって種類が異なっている。そのポケモンとのちからくらべに勝利することができれば、そのポケモンと『ともだち』になることができる。中にはちからくらべをするのに条件を付けてくるポケモンもいる。友達になった後でもちからくらべをすることは可能だが、そのときは最初に戦った時よりも強くなっている。何度も勝利することで『しんゆう』になることができる。
おいかけっこ
制限時間内にそのポケモンにタッチ（タックル）することができれば勝利。そのポケモンに攻撃してタッチするのも可能だが、逆に相手がピカチュウに対して攻撃してくることもある。
バトル
制限時間内にそのポケモンのHPをゼロにすれば勝利、自分のHPが先にゼロになったり、制限時間内に倒すことができないと負けになる。グリーンゾーンやビーチゾーンでは体当たりして相手を川や海、マグマゾーンでは体当たりして相手をマグマに落とせばその時点で勝利となる。
かくれんぼ
制限時間内にそのポケモンを見つけて話しかけることができれば勝利。隠れているポケモンは鳴き声を発しているのでそれを手がかりに探すことになる。
アスレチック
うまくジャンプして足場を乗り継ぎ、制限時間内にそのポケモンがいるゴールにたどり着けばクリア。途中で下に落ちても時間内であればスタートからやり直すことができる。挑戦中に攻撃を仕掛けてピカチュウを落とそうとするポケモンもいる。
クイズ
ポケモンやポケパークにちなんだ選択式のクイズを出題してくるので、3問連続で正解すればクリア。出題内容は挑戦する度に変化する。

### アトラクション
各アトラクションにはそれぞれ『もくひょうきろく』と『プレゼントきろく』が設定されていて、『もくひょうきろく』はそのアトラクションをクリアしてスカイプリズムのカケラをもらうのに必要な記録で、どのポケモンでも同じ。一方で『プレゼントきろく』はポケモンごとに設定されており、その記録を超えることができればきのみがプレゼントされる。
フシギダネのふりふりダッシュ
グリーンゾーンのアトラクション。スタートからゴールまでのタイムを競う。コース上にはプレイヤー以外に5体のポケモンがいて順位も表示されるが、必ずしも1位でゴールする必要はない。
フシギバナのスイングロープ
グリーンゾーンのアトラクション。ロープを使ってジャンプし、スタートから着地点までの距離を競う。
ペリッパーのはばたきスカイレース
ビーチゾーンのアトラクション。ひこうタイプのポケモンを操作して、コース上にあるリングを潜っていく。リングは3種類あり、黄色→赤色→虹色の順に点数が高くなる。ゴールまでの合計得点を競う。ポケモンは上下左右に移動できるが、スピードの調整はできない。
ギャラドスのマリンスライダー
ビーチゾーンのアトラクション。スタートからゴールまでのタイムを競う。コース上にあるフラッグとフラッグの間を通過すると少しの間スピードアップするが、キバニアやサメハダーに当たるとスピードダウンしてしまう。
エンペルトのスノースライダー
アイスゾーンのアトラクション。氷上であるという点以外はマリンスライダーとほぼ同じだが、こちらには障害物となるポケモンは存在しない。
トリデプスのパネルクラッシュ
ケイブゾーンのアトラクション。ボールを打ち返して後方にあるパネルを破壊して点数を稼ぐ。ボールは壁に当たると反射するほか、だんだんスピードが増してくる。また、トリデプスやダグトリオたちが邪魔をしてくる。ボールを打ち返せなかったら失敗となる。3回失敗するまでの合計得点を競う。
ドサイドンのおしだしヒートアップ
マグマゾーンのアトラクション。回転する台に乗って（一部のポケモンは自ら回転する）、ステージ上にいるポケモンたちをステージ外へ弾き出す、ベーゴマのようなアトラクション。ポケモンを弾き出すと得点が加算され、そのポケモンが大きいほど点数が高くなる。制限時間内に稼いだ合計得点を競う。自分が弾き出されても制限時間内であれば何度でも復帰可能。パワーアップアイテムを取ると一定時間、威力が増すほか弾かれにくくなる。
バシャーモのパンチングロックス
マグマゾーンのアトラクション。バシャーモが飛ばしてくる岩をタイミングよく破壊する。岩を破壊すると得点が加算され、連続で破壊すればするほどその点数は高くなるが、失敗するとしばらくの間動けなくなってしまう。制限時間内に稼いだ合計得点を競う。
モジャンボのスイングレース
ハウスゾーンのアトラクション。ロープを乗り継いでゴールを目指し、スタートからゴールまでのタイムを競う。基本的な操作方法はスイングロープと同じ。途中で落ちてしまった場合は、落ちる前に掴まってたロープからやり直しとなる。タイミングが良ければ間にあるロープを飛ばすことも可能。
ヨノワールのクラッシュランニング
ハウスゾーンのアトラクション。スタートからゴールまでのタイムを競う。基本的にはふりふりダッシュと同じだが、こちらは途中に壁があったりイトマルが落ちてきたりするのでそれを壊したり飛ばしたりしながらゴールを目指す。
ロトムのどきどきシューティング
ハウスゾーンのアトラクション。襲いかかってくるゴースやゴーストたちをひたすら撃つ。ゴース→ゴースト→ロトムの順に点数が高くなる。制限時間は無いが1匹でもゴースやゴーストに襲われたらその時点でゲーム終了となる。ゲーム終了になるまでの合計得点を競う。
アブソルのつぎつぎハードル
ストーンゾーンのアトラクション。途中にあるハードルやダグトリオたちを飛び越えながらゴールを目指し、スタートからゴールまでのタイムを競う。ハードルやダグトリオたちに当たると失速してしまう。
ボーマンダのスーパースカイレース
ストーンゾーンのアトラクション。はばたきスカイレースと同じくひこうタイプのポケモンを操作していくが、こちらはリングを潜るのではなくコース上に配置された的を破壊していく。的は3種類あり、白→赤→金の順に点数が高くなる。ゴールまでの合計得点を競う。的は技で破壊するほか、ぶつかるだけでも得点が加算される。
レックウザのパニックバルーン
フラワーゾーンのアトラクション。前半はレックウザのバルーンの上を歩きながら、配置されているリングを潜っていく。リングははばたきスカイレースのものと同じ。バルーンの上から落ちたりコース上を転がっているビリリダマやマルマインに当たると減点になる。バルーンの先頭部分まで来たら後半戦がスタートし、制限時間30秒で前方を横切っているフワンテやフワライド、レックウザが持つ的をひたすら破壊する。的はスーパースカイレースのものと同じだが、「×」印の的に当てると減点になる。前半と後半の合計得点を競う。

## 登場するポケモン
登場するポケモンは第4世代までの493匹のうち、隠しキャラも含めて全部で193匹。登場するポケモンは本編RPGなどとは違いアニメ版風の鳴き声になっていて、基本的にはアニメ版と同じ声優が担当している（ニャースなどの例外あり、一部のポケモンにはSEが使われている）。
以下、主要なポケモンのみを挙げる。
ピカチュウ
本作の主人公。バトルでは『ダッシュ』、『ジャンプ』、『10まんボルト』、『アイアンテール』（最初は使えない）の4つの技を使うことができる。ストーリーを進めていくうちにポケパーク内ではピカチュウの知名度は高くなり、また一部では『きいろいイナズマ』と称されている。唯一、全てのアトラクションに参加することができるポケモンでもある（但し、一部のアトラクションにはパスワードを入力して道具を入手しないと参加できない）。尻尾の形から性別は♂だが、台詞はない。続編でも、主役を務める。
ポッチャマ
ビーチゾーンで再会する。初登場時は橋が壊れて帰れなくなり泣いているソーナノと一緒にいる。つどいのひろばではビーチゾーンで見つけた気球を直している。アトラクションは『ギャラドスのマリンスライダー』、『エンペルトのスノースライダー』に参加できる。性別は♂一人称は「ぼく」。続編にもピカチュウの友達として登場するが、チコリータとヒトカゲは登場しない。
チコリータ
グリーンゾーンで再会する。ピカチュウがフシギダネのアトラクションにゾーンマスターのフシギバナに無許可で参加したとして、キモリたちによって浚われてしまう。つどいのひろばではツリーハウスを作っている。アトラクションは『アブソルのつぎつぎハードル』、『レックウザのパニックバルーン』に参加できる。性別は♀で一人称は「あたし」でややお転婆な性格でフシギバナに生意気と言われている。
ヒトカゲ
マグマゾーンで再会する。アチャモ曰く溶岩に落ちそうになったところをマグマゾーンマスターのバシャーモに助けてもらったことで、バシャーモのことを尊敬している。ストーリー上で2回バトルをすることになる。アトラクションは『トリデプスのパネルクラッシュ』に参加できる。性別は♂で一人称は「おれ」でチコリータやポッチャマよりやや砕けた口調で話す。
ミュウ
ピカチュウたちをポケパークに呼び込んだ張本人。スカイガーデンでは『アスレチック』、『バトル』（3回）、『おいかけっこ』で勝負することになる。全てのちからくらべに勝利すれば友達になることができ、アトラクションにも参加できる。変身するポケモンは、ブーバーン→ガブリアス→バンギラスの順番。ちなみに、この三匹はエンディング後で、ポケパークに登場するようになる（ブーバーンはマグマゾーン、ガブリアス、バンギラスはストーンゾーン）。
ペラップ
ピカチュウがポケパークに来て最初に出会うポケモンであり、最初に友達になるポケモンでもある。ピカチュウの行く先々に現れアドバイスをするポケパークの案内人。アトラクションに参加することはできない。
フワライド
きのみを20個支払うことでつどいのひろばや指定したゾーンに行くことができる。フワライドは各ゾーンにあるきのみが描かれた看板を調べるとやってくる。何度も利用してフワライドと友達になることができれば10個に、親友になることができればきのみを払わずに利用できるようになる。
ムウマ
つどいのひろばで写真屋を営んでいる。写真を撮るのに必要なフィルムはここで買うことになる。
エレブー
つどいのひろばで『10まんボルト』の性能を上げるトレーニングをしてくれる。ハウスゾーンに弟がいる。
ポニータ
つどいのひろばでダッシュ力を上げるトレーニングをしてくれる他、「ダブルダッシュ」を教えてくれる。ペリッパーのはばたきスカイレースをクリアすると出現。
ビーダル
つどいのひろばでHPの最大値を上げてくれる。エンペルトのスノースライダーをクリアすると出現。
オコリザル
つどいのひろばで「アイアンテール」を教えてくれる他、その性能を上げるトレーニングをしてくれる。本編で覚えられるのと同様に尻尾がないにもかかわらずアイアンテールが使えるという、アイアンテールの達人。（ただし「尻尾がなくても使えるほどの達人だから不器用なヤツにも教えられる」と言及するだけで、どうやって繰り出すかといった言及や実際に繰り出すシーンは一切ない。）エンペルトのスノースライダーをクリアすると出現。本来のオコリザルは四六時中いつも怒っているということが図鑑で判明しているが、このオコリザルはそれに反してかなり穏やかな性格で、どちらかというと熱血という性格に近い。
ケーシィ
つどいのひろばでポケパークの各ゾーンの説明をしてくれる。

## ステージ
つどいのひろば
ポケパークの中心となる場所。ここからグリーンゾーン、ビーチゾーン、ケイブゾーン、ハウスゾーン、ストーンゾーンに行くことになるが、それぞれのゾーンの入口にはゲートとその門番のポケモンがいる。また、中央の巨木ではチコリータがツリーハウスを作っており、ゲームを進めていくとツリーハウスが大きくなって、更にポケモンが住み着くようになる。
グリーンゾーン
最初に訪れるゾーン。緑豊かなゾーンで多くのくさポケモンやむしポケモンたちがいる。また、入り口前では、パスワードでセレビィがくる。ゾーンマスターはフシギバナ。
ビーチゾーン
海と砂浜が広がるゾーンで、みずタイプのポケモンが多い。ギャラドスのいる島にはビンの回収ボックスがあり、ビンを入れるごとに品物がプレゼントされたり、ポケモンが出現したりする。ゾーンマスターはエンペルト。
アイスゾーン
ビーチゾーンからラプラスを利用して行くことができる。こおりタイプのポケモンたちが多くいる。ゾーンマスターはビーチゾーンと同じくエンペルト。
ケイブゾーン
薄暗い洞窟になっているゾーン。いわタイプやじめんタイプのポケモンが多く生息している。マグマゾーンへ行くにはそこからトロッコに乗る必要があるが、そのためにはレールを見つけて線路を直す必要がある。ゾーンマスターはバシャーモ。
マグマゾーン
ケイブゾーンからトロッコを利用して行くことができる。ほのおタイプのポケモンが多く生息している。マグマとバトルのゾーンとあるとおり、ゾーン内にいるポケモンの多くがちからくらべではバトルで挑んできて、掘削機や溶鉱炉を使うにもそれを管理しているポケモンとのバトルに勝たなければならない。また、ようこうろの前では、パスワードでグラードンがくる。ゾーンマスターはケイブゾーンと同じくバシャーモ。
ハウスゾーン
薄暗くて不気味な屋敷のゾーン。このゾーンだけはずっと夜で満月が常に出ているという。屋敷の中には多くのゴーストポケモンたちが住んでいる。おおひろばでは、パスワードでダークライがくる。ゾーンマスターはロトム。
ストーンゾーン
古代の遺跡のようなところで、ポケパークとスカイガーデンを結ぶゾーン。途中にはフライゴンが門番をしているゲートがあり、そこを通るには3つの合言葉が必要。ゾーン内のポケモンは進化形のものが多く、ちからくらべに勝つのも難しい。また、ピラミッドのイメージをしたステージの前では、パスワードでジラーチがくる。ゾーンマスターはレックウザ。
フラワーゾーン
ストーンゾーンの先にある、ポケパークでスカイガーデンに最も近い場所。お花畑が広がっていて、その中にシェイミがいる。ゾーンマスターはストーンゾーンと同じくレックウザ。
スカイガーデン
ポケパークの上空にあって、スカイプリズムの力によって浮いている。初回はフラワーゾーンから行くことになるが、2回目以降はつどいのひろばにいるポッチャマに話しかけることで行けるようになる。中ではミュウが待っている。

## 制作

### ボイスキャスト
括弧内は演じたポケモンを記載。キャスティングのほとんどはアニメシリーズに準じている。また、一部のポケモンには声が加工されている。※間違いあり、一部ノンクレジット
- 大谷育江（ピカチュウ、サニーゴ、マネネなど）
- 小桜エツ子（ポッチャマ）
- 豊口めぐみ（シェイミ）
- うえだゆうじ（サワムラー、ヌオー、ブビィ、キモリ、ゴウカザル、ブーバーンなど）
- 三木眞一郎（ヒトカゲ、リザードン、ズバット、ゴルバット、ストライク、コイキング、カビゴン、ヤミカラス、コータス、フライゴン、ヨマワル、ナエトル、ドダイトス、ポリゴンZなど）
- 古島清孝（マンキー、コイル、ヒノアラシ、スバメ、ココドラ、ムックル、ムクバード、ブイゼル、フローゼルなど）
- 雪野五月（ミミロル、ユキメノコなど）
- 佐藤智恵（ライチュウ、ゴンベ、エテボースなど）
- 西村ちなみ（ナゾノクサ、ワニノコ、アチャモ、パチリスなど）
- 阪口大助（バリヤード、ウソッキー、ペラップ、ウソハチ、フカマル、ルカリオ、ロトムなど）
- 小西克幸（ゲンガー、カイリュー、デリバード、バシャーモ、ヘイガニ、オニゴーリ、レックウザ、デオキシス、ポッタイシ、エンペルト、ムクホーク、ガブリアス、スコルピ、グレッグル、グライオンなど）
- 石塚運昇（フシギバナ、ヤドン、プテラ、オーダイル、リングマ、マンムーなど）
- 伊東みやこ（ガラガラ、エイパム、ハスボー、ズガイドス、フワライドなど）
- 林原めぐみ（フシギダネ、ピジョン、ムチュール、ムウマ、ミズゴロウ、アブソル、ラティアス、ヒコザル、グレイシアなど）
- 犬山イヌコ（ニャース）
- 真堂圭（チコリータ、ピチュー）
- こおろぎさとみ（ミュウ）
- 三宅健太（エレブー、エレキッド、ホエルオー、ビーダル、エレキブル、ダークライなど）
- 神保大介

### スタッフ
ディレクター
たかはし けんじ
プランニング
まつおか ひろふみ
くろやなぎ はじめ
ひらの ようた
いさり かずよし
おかむら のりひで
わたなべ やすき
シナリオ
かどさわ みさと
とだ あきひと
スクリプト
かわむら みのる
のまき こういち
くろさわ こういちろう
プログラムディレクション
わたなべ こういち
プログラム
ふるかわ けんじ
こばやし まさあき
はぶき しげおみ
バウハウス・エンタテインメント
まとの よしのぶ
みふね ひろや
なかにし だいすけ
テクニカルサポート
おがさわら ひろゆき
グラフィックディレクション
いとう ひろあき
グラフィック
たけだ みきこ
うえまつ しゅんすけ
さくま やすゆき
いしい まさひこ
なかおか みさき
たかはし ひろゆき
うじいえ あつこ
バウハウス・エンタテインメント
いしづか まさや
おちあい たけし
だいもん かずあき
みずの たくみ
ますだ わたる
なかがみ あづさ
すぎやま まさふみ
たなか けんいち
ひかわ りょうこ
ふくおか るり
おおき れな
かとう えりこ
ひだか ひろみち
すがぬま かずひろ
こばやし かずき
もとき やすこ
たかはし ようすけ
ひらなべ しの
きたの かおり
さかもと やすひさ
あんどう しょうじ
いのまた のぞみ
かわぐち しんいち
デジタルスケープ
にしむら かずひさ
テクニカルサポート
たけうち りえ
サウンドディレクション
きつた たくと
ミュージック
こやの けんいち
きよた まなみ
よしだ しげろう
サウンドエフェクト
やまぐち かずたか
きっかわ けんいち
こえのしゅつえん(50おんじゅん)
いとう みやこ
うえだ ゆうじ
おおたに いくえ
こざくら えつこ
こにし かつゆき
さかぐち だいすけ
さとう ちえ
しんどう けい
じんぼ だいすけ
とよぐち めぐみ
にしむら ちなみ
はやしばら めぐみ
ふるしま きよたか
みき しんいちろう
みやけ けんた
ゆきの さつき
アフレコおんきょうかんとく
みま まさふみ
アフレココーディネート
もり たけもと
しまむら ゆうこ
むらつばき たくろう
にしな たけし
なかむら あきこ
のもと がくじ
かなやま みすず
アフレコスタジオ
ハーフ エイチ・ピー スタジオ
ひらの のぶひら
なしもと りょうこ
アオイスタジオ
うえの みらい
はちすか ひでゆき
アフレコせいさくきょうりょく
しょうがくかんしゅうえいしゃプロダクション
ハーフ エイチ・ピー スタジオ
ムービー
やなぎさわ やすのり
あごう はづき
デバッグ
つくだ よしはる
しんどう まいこ
ただ しんたろう
デジタルハーツ
いとう じゅん
おく よしひと
みずの やすひろ
あくつ ふみたか
マリオクラブ
いしびき きよし
やまだ りょうすけ
きせ まさと
つちい ひろき
ふくしま けいすけ
おやま たけひろ
さかもと ゆうき
かいはつサポート
みさわ たかふみ
なは じょう
かとう ゆうま
さくま たかし
はなわ りょうすけ
やまもと えりか
おおぬま こう
なかの たかお
よしはら かずき
あんどう かおり
アートワーク
きむら さかえ
こが けんいち
いで ひでふみ
しんかい ちあき
みやした なおゆき
いたに きよみ
すぎやま やすこ
なかみち さちこ
ポケモンモデルかんしゅう
かながわ ゆきこ
かみかわばた のぶえ
スペシャルサンクス
ミラクルアーツ
みつはら さとし
ディンゴ
ベリー・スペシャルサンクス
ゲームフリーク
ポケットモンスターオリジナルディレクター
たじり さとし
スーパーバイザー
いりえ かつよし
プロダクションマネジメント
あなざわ まさみち
まじま みく
かいはつプロデューサー
かわむら くにみ
やまがみ ひとし
プロデューサー
たなか ひろかず
じんない ひろゆき
つる ひろあき
おおはし みきこ
みやはら としお
エグゼクティブプロデューサー
いわた さとる
エグゼクティブプロデューサー
いしはら つねかず